# Citlivka
Citlivka (Mimosa) je rod rostlin řazený do čeledi bobovité (Fabaceae). Zahrnuje okolo 500 druhů a je rozšířen především v tropické Americe. Citlivky jsou dřeviny i byliny s dvakrát složenými listy a nápadnými květenstvími s dlouhými tyčinkami. Jsou známé díky sensibilitě listů, které se u některých druhů při dotyku zavírají a sklápějí. Nejčastěji pěstovaným druhem, s nímž se lze setkat i v českých květinářstvích, je citlivka stydlivá (Mimosa pudica).

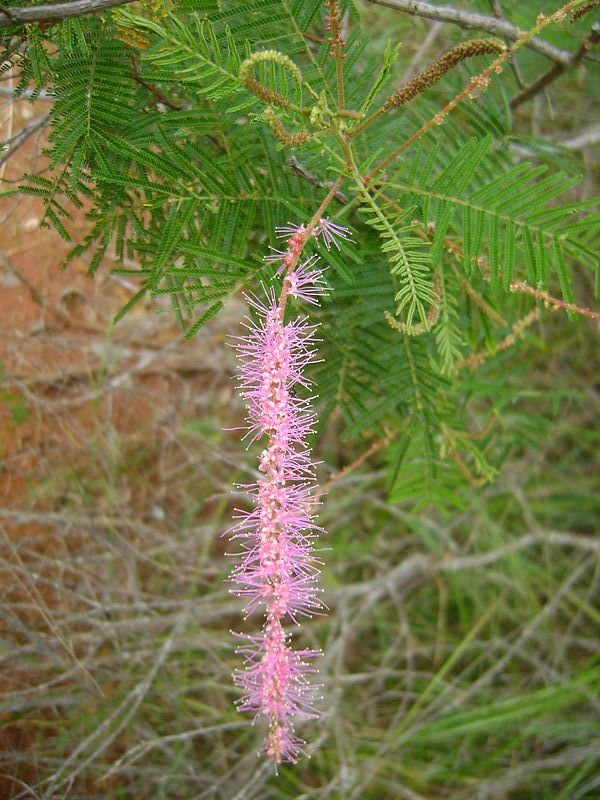
Citlivka Mimosa verrucosa

## Popis
Citlivky mají poměrně rozmanitý vzhled, mohou to být stromy, keře, liány, polokeře i byliny. Některé druhy jsou otrněné. Listy jsou dvojnásobně zpeřené, tvořené 1 až 20 postranními osami s 1 až mnoha lístky. Postranní osy mohou být i dlanitě uspořádané. U většiny druhů chybějí na listech a řapících extraflorální nektária. Palisty bývají drobné, opadavé a nejsou přeměněny v ostny. Listy jsou u mnohých druhů citlivé na dotyk a zavírají se také na noc či při nepříznivém počasí. Květenství jsou různá, nejčastěji kulovitá nebo válcovité klasy. Květy jsou 3 až 5-četné, oboupohlavné nebo oboupohlavné a samčí. Okvětí je nenápadné a je z funkčního hlediska nahrazeno četnými dlouhými a často nápadně zbarvenými tyčinkami. Kalich může být zvonkovitý a na konci krátce zubatý až uťatý nebo laločnatý. Korunní lístky jsou na bázi srostlé, drobné. Tyčinky jsou výrazné, volné nebo na bázi srostlé v trubičku, obvykle bílé nebo růžové, řidčeji žluté, v počtu 4 nebo 8. Semeník obsahuje mnoho vajíček a nese nitkovitou čnělku. plod je poltivý, nazývaný craspedium. Je tvořen vytrvalým pevným rámcem z něhož za zralosti vypadávají jednotlivé jednosemenné díly. Plod bývá plochý a může být tenký nebo kožovitý.

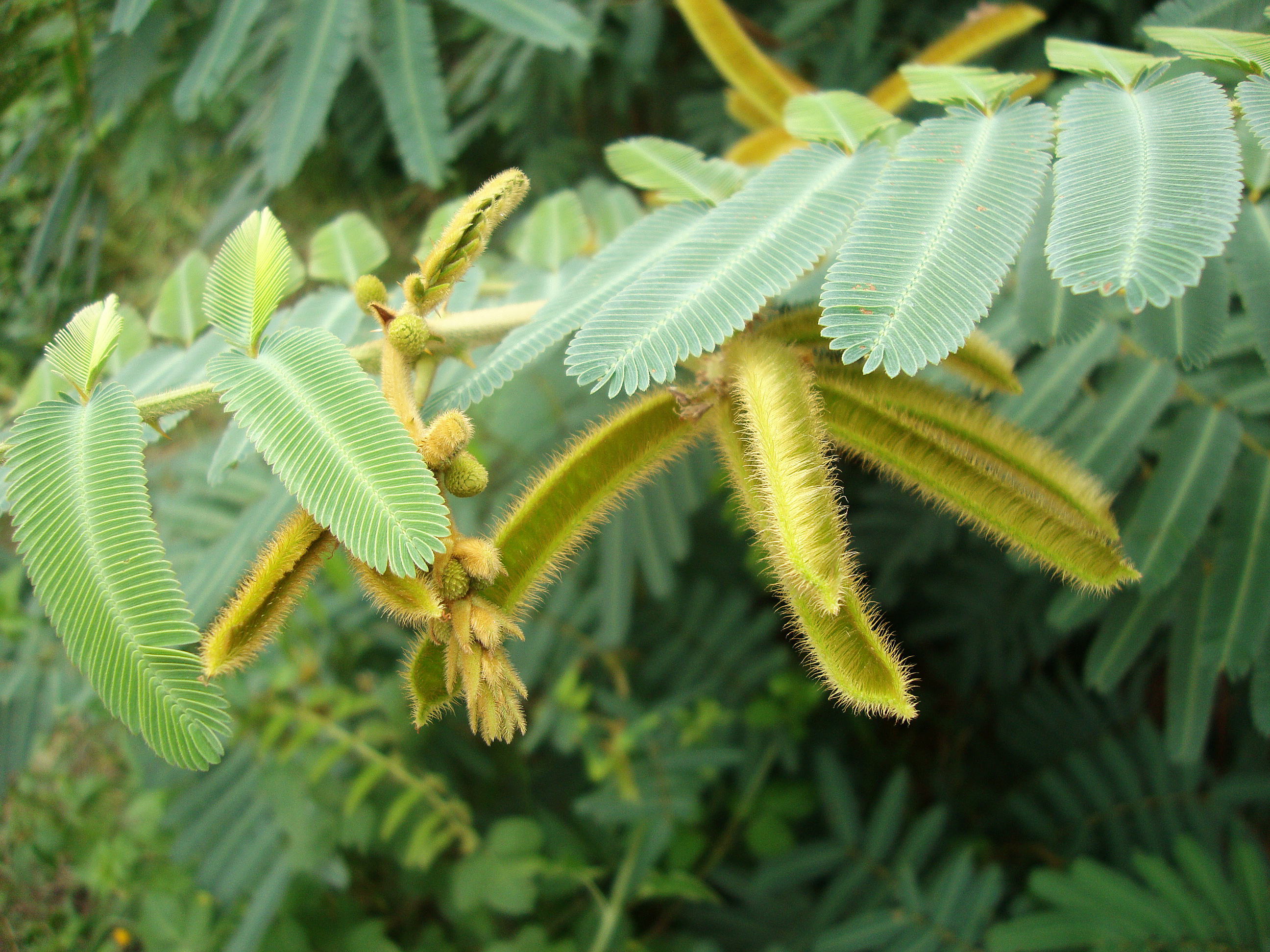
Jemné listy a plody Mimosa pigra
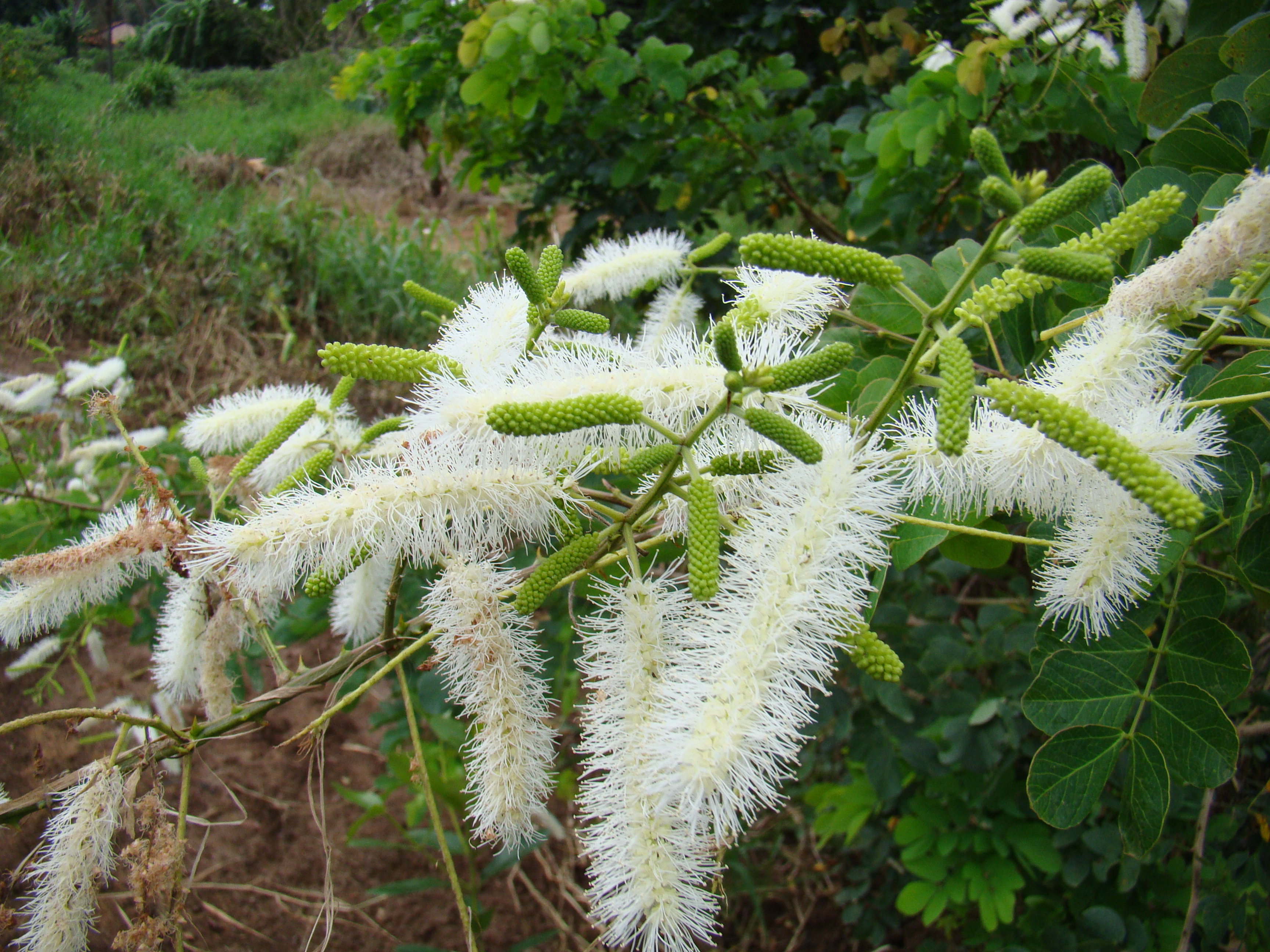
Klasovitá květenství Mimosa caesalpiniifolia
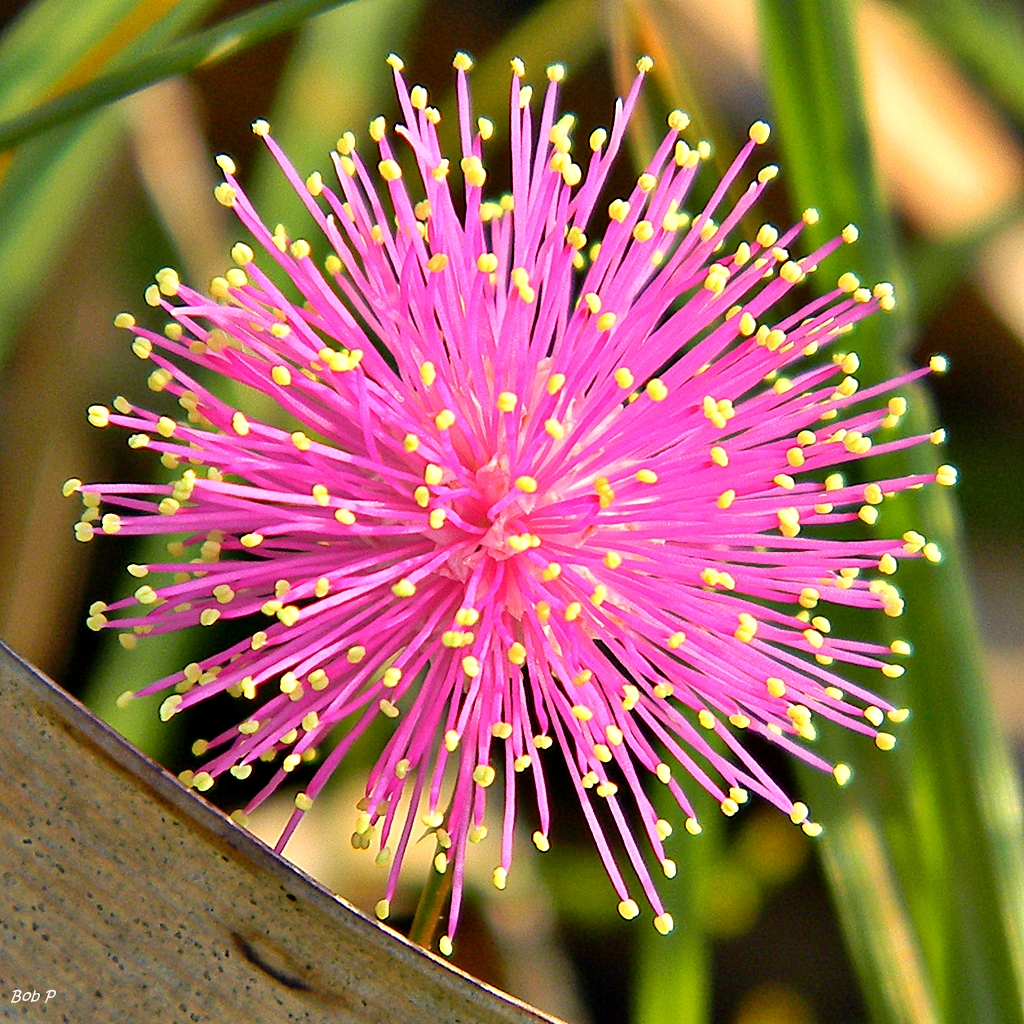
Květenství Mimosa quadrivalvis
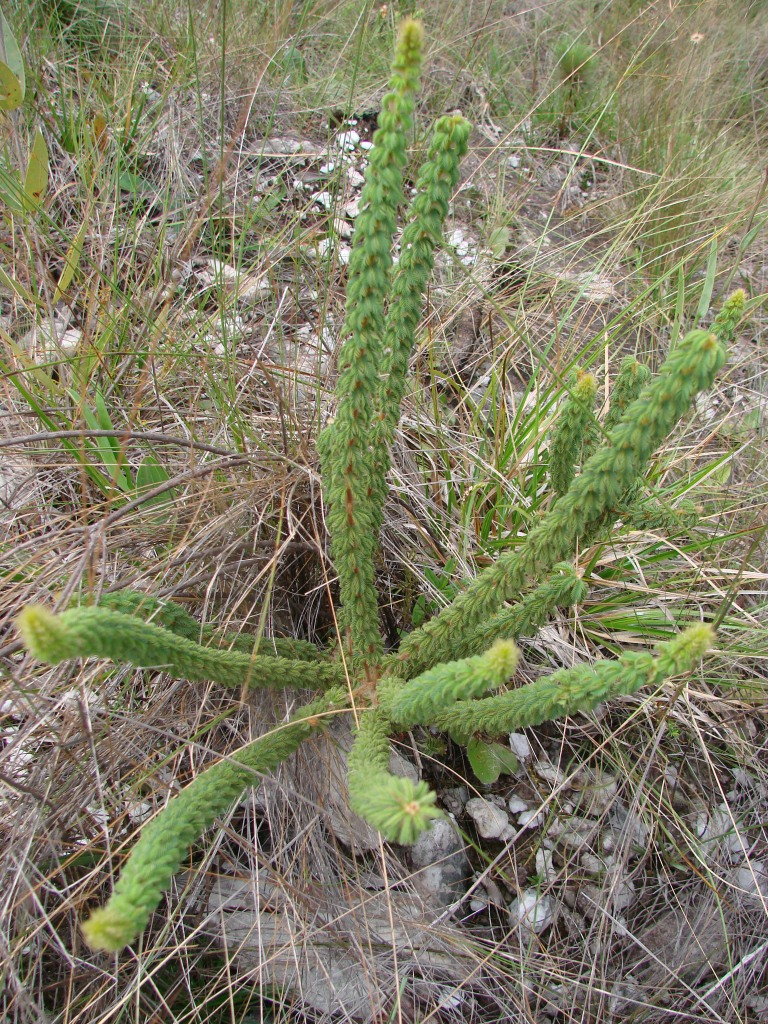
Bizarně vyhlížející Mimosa virgula
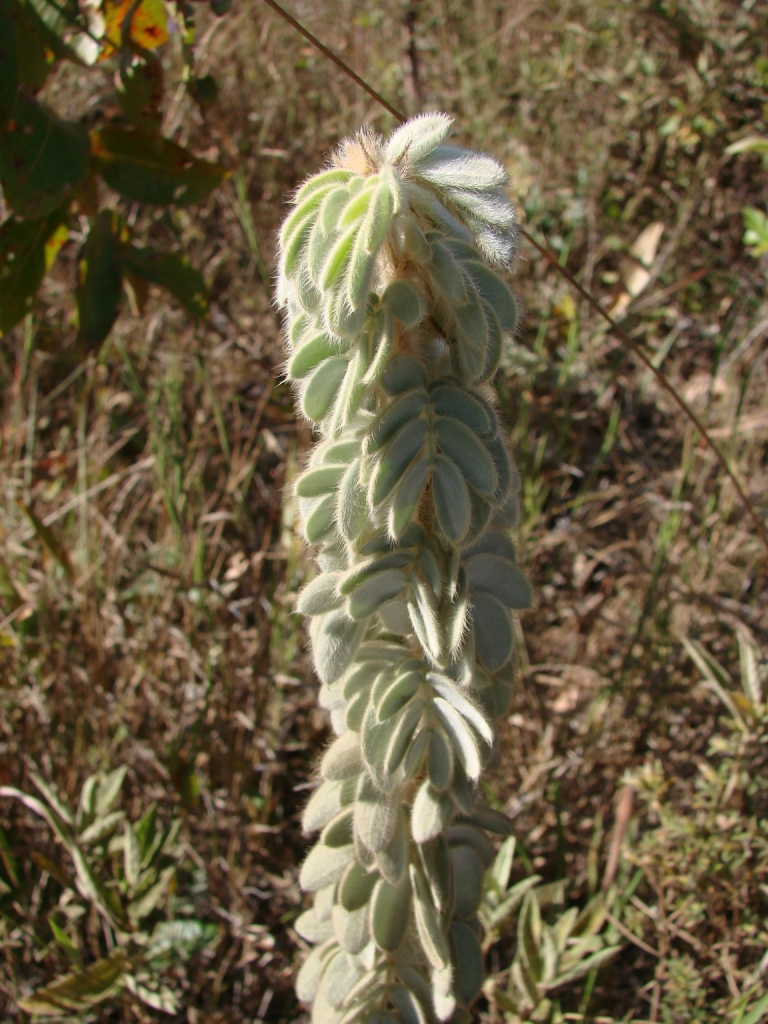
Bizarně vyhlížející Mimosa lanuginosa

## Rozšíření
Rod citlivka zahrnuje asi 490 až 510 druhů. Je rozšířen především v tropické a subtropické Americe, méně i v tropech Starého světa, zejména na Madagaskaru (asi 30 druhů), v tropické Africe (2 druhy) a v Indii (2 druhy). Citlivka stydlivá (Mimosa pudica) pochází z tropické Ameriky, rychle se však rozšířila do tropů celého světa.
V Severní Americe roste 19 druhů. Většina je omezena na teplé jižní státy s výjimkou druhu Mimosa nuttallii (syn. M. quadrivalvis var. nuttallii), který zasahuje na sever až do Severní Dakoty.
Citlivky nejčastěji rostou v sezónně suchých lesích, na savanách, v keřové vegetaci různých typů a v tropických horských lesích.

## Taxonomie
V klasických botanických systémech byl rod Mimosa nejčastěji řazen spolu s dalšími asi 60 rody do obsáhlé čeledi Mimosaceae neboli citlivkovité (Cronquist, Dahlgren) nebo případně při širším pojetí bobovitých jako podčeleď Mimosoideae (Tachtadžjan). S nástupem molekulární systematiky se ukázalo, že klasické členění bobovitých rostlin na tři velké větve (Caesalpiniaceae, Mimosaceae a Fabaceae, respektive Caesalpinioideae, Mimosoideae a Faboideae) je problematické, neboť zvláště Caesalpiniaceae jsou v takovém pojetí parafyletické. Proto byly v systému APG všechny rody vřazeny do bobovitých jako podčeleď Mimosoideae, která byla následně v roce 2017 vřazena do podčeledi Caesalpinioideae. Bývalá čeleď citlivkovité zde tvoří monofyletickou skupinu a bývá rozdělována celkem do 3 tribů: Mimoseae (asi 40 rodů), Acacieae (jediný rod) a Ingeae (asi 35 rodů).

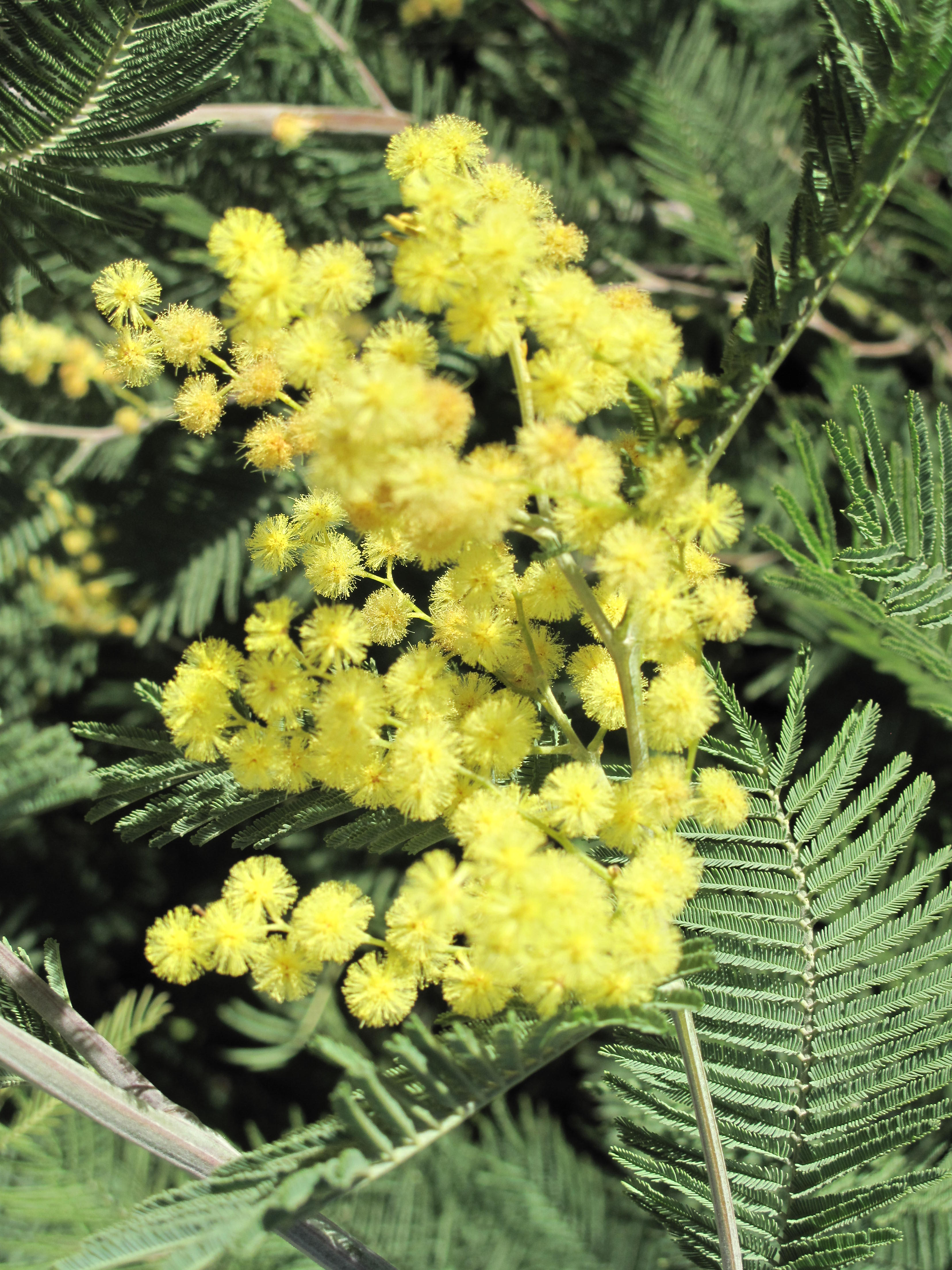
Acacia dealbata, nepravá "mimóza"

Rod Mimosa je v klasifikaci bobovitých součástí tribu Mimoseae. Množství synonym v přehledech druhů tohoto rodu svědčí o složité taxonomické minulosti. Mezi nejblíže příbuzné rody náleží Parapiptadenia, Piptadenia, Stryphnodendron, Microlobius a Anadenanthera.
Názvem mimóza se občas nesprávně označují různé vesměs subtropické okrasné dřeviny s podobnými listy, jako je Leucaena leucocephala nebo albízie růžová (Albizia julibrissin). Jako "mimóza" se často prodává také akácie Acacia dealbata (syn. A. decurrens), dřevina původem z Austrálie a ve Středomoří hojně pěstovaná, s podobnými listy a vonnými žlutými květy.

## Obsahové látky
Citlivka stydlivá (Mimosa pudica) obsahuje jedovatý alkaloid mimosin. Některé druhy, např. brazilská Mimosa tenuiflora, obsahují tryptaminové alkaloidy, zejména DMT.

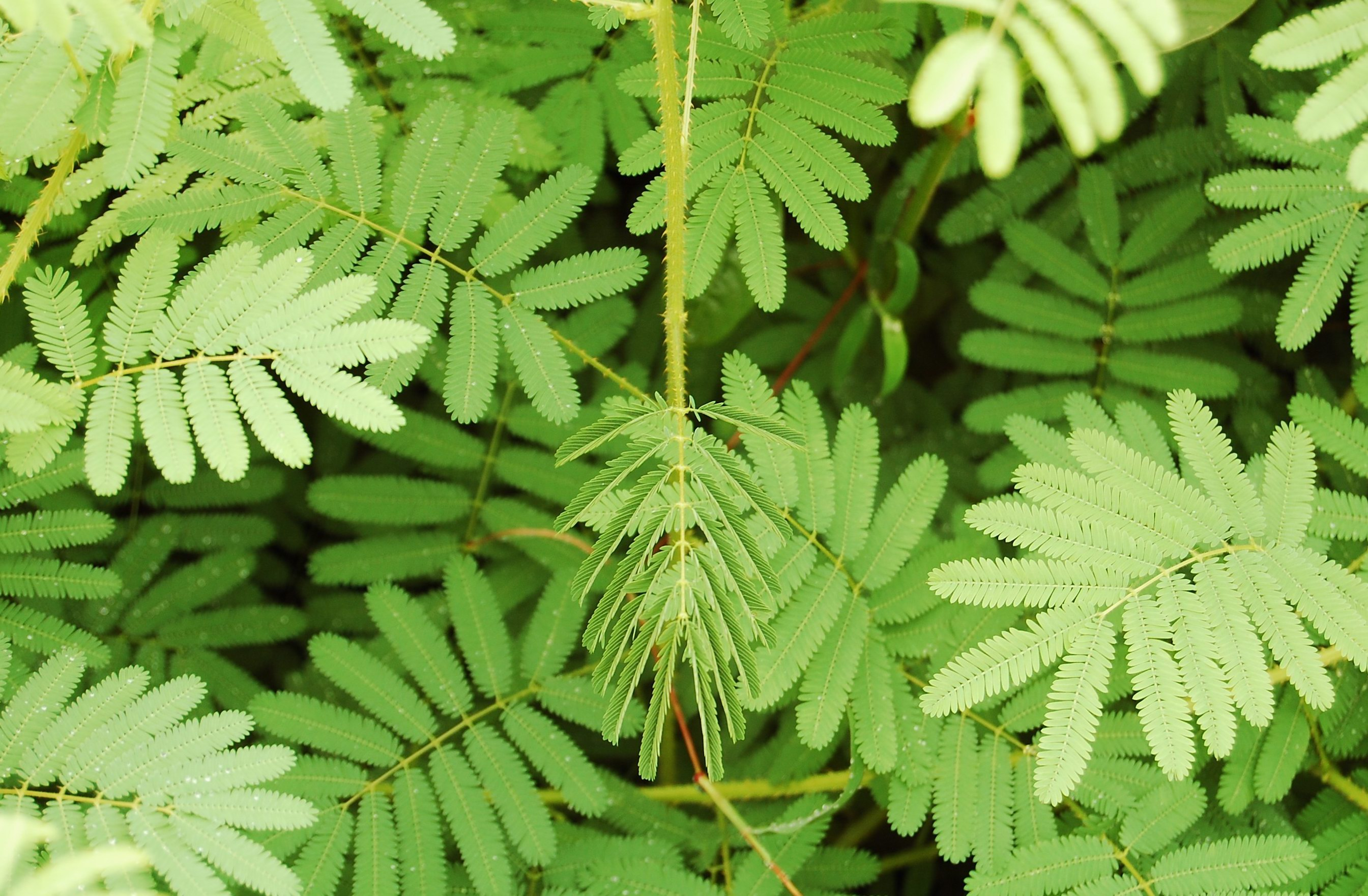
Senzitivní citlivka Mimosa diplotricha. Prostřední list po dotyku.

## Význam
Citlivky jsou známé především jako botanická atrakce pro svoji sensibilitu. Nejčastěji je pěstována citlivka stydlivá (Mimosa pudica). Řidčeji se lze ve sklenících botanických zahrad setkat s druhem Mimosa spegazzinii. Některé druhy citlivek se v tropech pěstují jako okrasné rostliny. Mimo již zmíněné citlivky stydlivé je to zejména mexická Mimosa martindelcampoi s krásnými růžovitými kulovitými květenstvími. Brazilský druh Mimosa scabrella (syn. M. bracaatinga) se vyznačuje velmi rychlým růstem, tříletý porost již dosahuje výšky okolo 15 metrů. V minulosti byla vysazována kolem železnic jako palivo pro parní lokomotivy, v dnešní době je pěstována jako zelené hnojení, palivo i okrasná dřevina. V Brazílii je tento druh v současnosti vysazován jako stínící dřevina na kávových plantážích a slouží též k rychlému zalesňování a výrobě papíru.
Mimosa tenuiflora (dříve známá pod jménem Mimosa hostilis) je trnitý keř pocházející ze suchých oblastí Brazílie. V kořenech obsahuje silně halucinogenní látku zvanou dimethyltryptamin (DMT). Rostlina je známa také pod jménem jurema. Některé druhy citlivky jsou používány v místní medicíně. Jihoamerická Mimosa polydactyla má sedativní účinky a je podávána při nespavosti a nervozitě. Citlivka stydlivá (Mimosa pudica) je jako léčivka používána v tropické Americe, v Asii i na Madagaskaru.

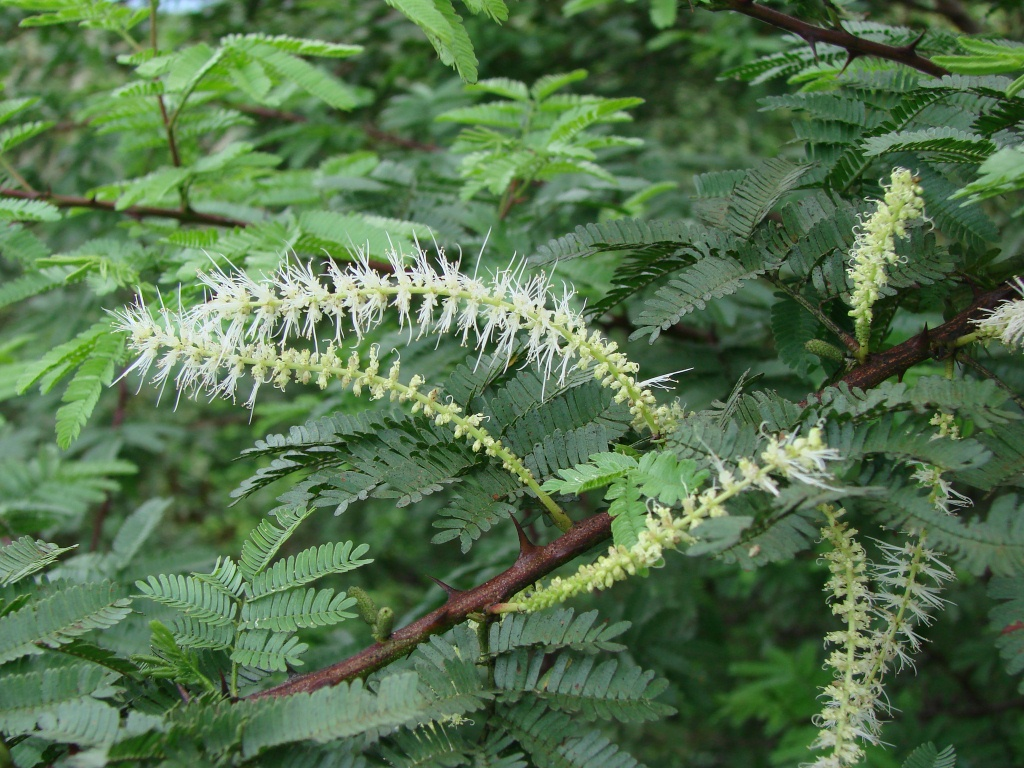
Halucinogenní citlivka Mimosa tenuiflora
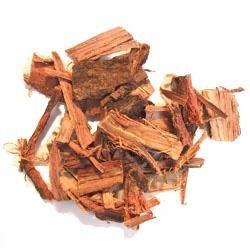
Kůra z kořenů Mimosa tenuiflora
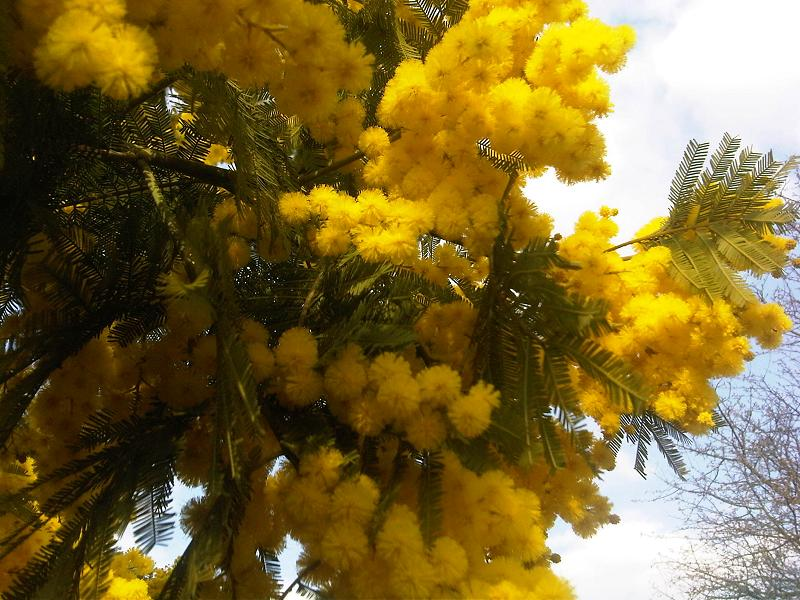
Žlutě kvetoucí citlivka Mimosa scabrella